# Ljubitelji ruske riječi
Ljubitelji ruske riječi (rus. Беседа любителей русского слова) - literarno društvo koje je nastalo u Sankt Peterburgu 1811.

## Povijest
Na čelu društva bili su Gavrila Deržavin i Aleksandar Šiškov. U društvu su se također nalazili S. Širinski-Šahmatov, D. Hvostov, A. Šahovskoj, I.S. Zaharov i dr. Bili su konzervativni epigoni klasicizma, istupali su protiv reformi standardnog jezika koje su provodili pristaše N. Karamzina. Ljubitelji su zauzimali stavove o razvoju ruskog standardnog jezika kojih su se pridržavali "stariji arhaisti" (termin J. Tinjanova). Stoga su njihovi glavni oponenti bili "karamzinisti", koji su kasnije stvorili kružok Arzamas. 
Članovima društva su također bili N.I. Gnjedič i I.A. Krilov koji su branili, za razliku od Karamzina i pristaša sentimentalizma, nacionalno-demokratske tradicije u razvoju jezika, građanski i demokratski patos u poeziji. To je određivalo orijentaciju društva upravo na pisce-dekabriste, uključujući A.S. Gribojedova, P. Katenina, V. Rajevskog i drugih. 
Prva sjednica se održala u domu Deržavina 14. ožujka 1811., a društvo se raspalo nakon njegove smrti 1816.